# Камерино
Камери́но (итал. Camerino) — старинный университетский город в итальянском регионе Марке, в провинции Мачерата, на границе с Умбрией. Известен с IV века до н. э. как Camerinum, центр умбрийского племени камертиев. 
Покровителем города почитается святой Венанций Камеринский, празднование 16 мая.

## История
Город приобрёл большое значение в раннее средневековье, когда выделился из Сполетской марки в качестве особого маркграфства, а затем и герцогства. В середине XI века этими землями овладел Бонифаций Тосканский, чья дочь Матильда завещала Камеринскую марку папам римским. В 1256 году город был опустошён сицилийским королём Манфредом, в 1336 году основан существующий и поныне Университет Камерино, в 1460 году был достроен ренессансный дворец герцогов.

## Население
| 2017 | 2018  | 2023  |
| ---- | ----- | ----- |
| 7007 | ↘6956 | ↘6150 |

## Известные уроженцы, жители
В городе в 1957 году родился Антонио Наполиони, епископ римско-католической епархии Кремоны (избран в 2015 году).

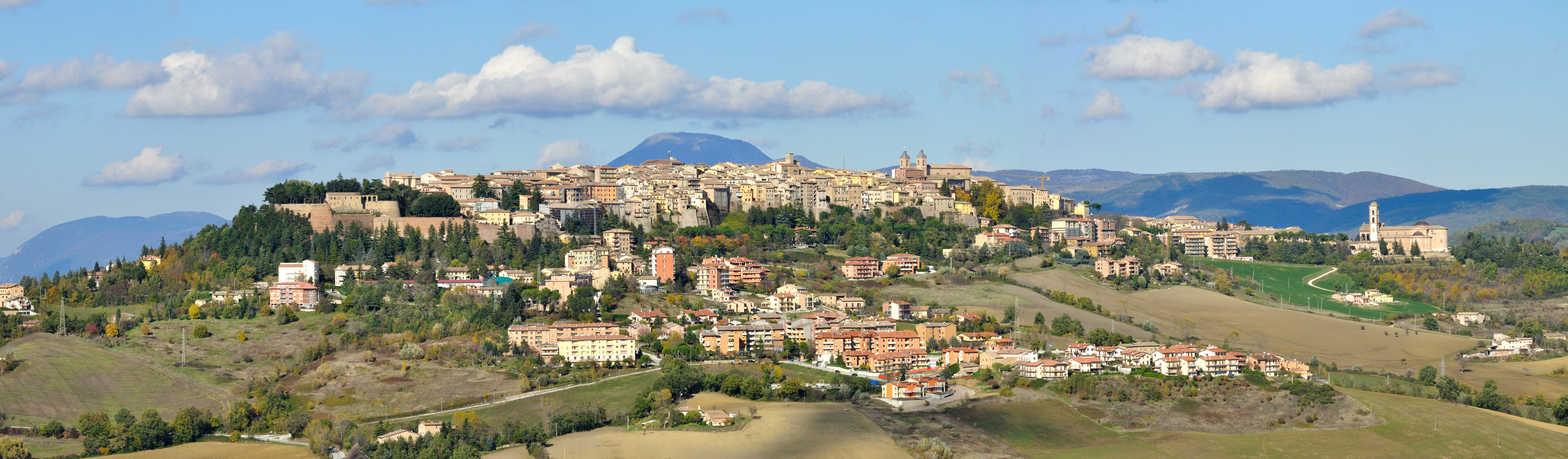
Вид на Камерино